# Dana Dogaru
Dana Dogaru (n.  1 august 1953, București) este o actriță de film, radio, televiziune, scenă, și voce română.

## Biografie
În 1976 a absolvit Institutul de Artă Teatrală și Cinematografică I.L. Caragiale din București la clasa profesoarei Beate Fredanov.
În 2008 a primit premiul UNITER pentru cea mai bună actriță în rol secundar (rol dublu mama și chelnerița japoneză) în piesa ,,În rolul victimei’’ de la Teatrul Metropolis.
A fost căsătorită cu actorul Mihai Dogaru,  cu care are un copil, Irina.

## Filmografie
- Iarba verde de acasă (1977)
- Urgia (1978)
- Eu, tu, și... Ovidiu (1978) - Dana
- E-atît de-aproape fericirea (1978)[7]
- Întoarce-te și mai privește o dată (1981)
- Rămân cu tine (1982) - personajul Saveta
- Înghițitorul de săbii (1982)
- Calculatorul mărturisește (1982)
- Eroii nu au vârstă (Serial TV, 1984)
- Hangița (1983) - personajul Mirandolina
- Acasă (film) (1984)
- Încrederea (1986)
- Vulcanul stins (1987)
- Hanul dintre dealuri (1988)
- Prințul negru (1988)
- Expediția (1989)
- Vinovatul (1991)
- Puricele (1993) - Raymonde Chandebise
- Conferință la nivel înalt (1994)
- Adio, Europa! (2003)
- Moartea domnului Lăzărescu (2005) - vecina Mihaela
- Hârtia va fi albastră (2006) - personajul Doamna Andronescu
- Nunta mută (2008) - nuntașă
- Cealaltă Irina (2009)
- Francesca (2009) - personajul Doamna Elena
- Sieranevada (2016) - personajul Doamna Mirică
- O grămadă de caramele (2017) - Tuța
- Moromeții 2 (2018) - personajul Catrina Moromete[8]
- Cărturan (2019)
- Scara B (2024)
- Moromeții 3 (2024)

## Teatru
A debutat în teatru în 1977 cu rolul Evei în piesa Ulciorul sfărâmat de Heinrich von Kleist (Teatrul Nottara). Au urmat alte roluri precum, Stanca în Răceala de Marin Sorescu, Fata din Jocul de Ion Băieșu, Juliette din Mâța în sac de Georges Feydeau, Silvia din Acești îngeri triști de Dumitru Radu Popescu, Paulina din Fecioara și moartea de Ariel Dorfman.